# Linden (Iowa)
Linden és una població dels Estats Units a l'estat d'Iowa. Segons el cens del 2000 tenia 226 habitants.

## Demografia
Segons el cens del 2000, Linden tenia 226 habitants, 91 habitatges, i 74 famílies. La densitat de població era de 110,5 habitants/km².
Dels 91 habitatges en un 31,9% hi vivien nens de menys de 18 anys, en un 73,6% hi vivien parelles casades, en un 4,4% dones solteres, i en un 17,6% no eren unitats familiars. En el 16,5% dels habitatges hi vivien persones soles el 8,8% de les quals corresponia a persones de 65 anys o més que vivien soles. El nombre mitjà de persones vivint en cada habitatge era de 2,48 i el nombre mitjà de persones que vivien en cada família era de 2,77.
Per edats la població es repartia de la següent manera: un 23,9% tenia menys de 18 anys, un 5,8% entre 18 i 24, un 26,5% entre 25 i 44, un 25,7% de 45 a 60 i un 18,1% 65 anys o més.
L'edat mediana era de 40 anys. Per cada 100 dones de 18 o més anys hi havia 97,7 homes.
La renda mediana per habitatge era de 32.500 $ i la renda mediana per família de 32.917 $. Els homes tenien una renda mediana de 29.821 $ mentre que les dones 21.354 $. La renda per capita de la població era de 14.392 $. Entorn del 6,7% de les famílies i el 4,8% de la població estaven per davall del llindar de pobresa.

## Poblacions més properes
El següent diagrama mostra les poblacions més properes.